# اوبونتو
اوبونتو (به انگلیسی: Ubuntu) یک توزیع گنو/لینوکس مبتنی بر دبیان است که عمدتاً از نرم‌افزار آزاد و متن‌باز تشکیل شده‌است. این سیستم‌عامل توسط کنونیکال ال‌تی‌دی و جامعه‌ای از توسعه‌دهندگان تحت مدل توسعه‌ی شایسته‌سالارانه پشتیبانی و توسعه می‌یابد. اوبونتو در نسخه‌های دسکتاپ، سرور، و هسته (Core) برای دستگاه‌های اینترنت اشیاء و روبات‌ها منتشر می‌شود و می‌تواند روی رایانه‌های شخصی، سرورها، یا در ماشین مجازی اجرا شود.
اوبونتو با تمرکز بر سهولت استفاده، به‌ویژه برای کاربران تازه‌کار، طراحی شده و به دلیل رابط کاربری ساده، پشتیبانی از زبان‌های متعدد (از جمله زبان فارسی)، و انتشار منظم نسخه‌های جدید، محبوبیت زیادی کسب کرده‌است. از ژوئیه ۲۰۲۵، جدیدترین نسخه‌ی پایدار اوبونتو ۲۵.۰۴ (پاکی پافین) و جدیدترین نسخه‌ی آزمایشی ۲۵.۱۰ بتا (کویستینگ کوکا) است.
اوبونتو هر شش ماه یک نسخه‌ی پایدار با پشتیبانی ۹ ماهه منتشر می‌کند و هر دو سال یک‌بار (در ماه آوریل سال‌های زوج)، نسخه‌ای با پشتیبانی بلندمدت (LTS) ارائه می‌دهد که به مدت ۵ سال برای کاربران عادی و تا ۱۲ سال برای مشتریان تجاری با اشتراک Ubuntu Pro پشتیبانی می‌شود.

## نام‌گذاری
واژه‌ی «اوبونتو» از فلسفه‌ای آفریقایی به همین نام گرفته شده‌است که بر همبستگی و روابط انسانی تأکید دارد. اوبونتو فلسفه‌ای اخلاقی با تمرکز بر تعلقات و روابط مردم با یکدیگر است. این واژه ریشه در زبان‌های بانتو در آفریقای جنوبی دارد. مفهوم اوبونتو را می‌توان در شعر سعدی یافت: «بنی آدم اعضای یک پیکرند، که در آفرینش ز یک گوهرند». یک فعال صلح آفریقایی اوبونتو را این‌گونه ترجمه کرده‌است: «چیزی که من هستم، به سبب چیزی است که همه‌ی ما هستیم».
نلسون ماندلا اوبونتو را چنین توصیف کرده‌است: «یک جنبه از جنبه‌های اوبونتو این است که مثلاً اگر مسافری در روستایی توقف کرد، لازم نیست درخواست غذا یا آب دهد. هنگام توقف، مردم به او غذا داده و او را سرگرم می‌کنند. اوبونتو به این معنا نیست که مردم نباید به دنبال ثروت باشند، بلکه به این نکته توجه دارد که آیا می‌خواهید این کار را به قصد بهبود جامعه انجام دهید یا خیر».
هر نسخه‌ی اوبونتو یک اسم رمز دارد که به ترتیب الفبایی انتخاب می‌شود و شامل یک صفت و یک اسم است که با همان حرف آغاز می‌شوند (مانند «پاکی پافین» برای ۲۵.۰۴).

## تاریخچه
اوبونتو در ۲۰ اکتبر ۲۰۰۴ توسط مارک شاتلورث و شرکت کنونیکال ال‌تی‌دی به‌عنوان شاخه‌ای از دبیان معرفی شد. هدف اولیه‌ی پروژه، ایجاد توزیعی کاربرپسند و به‌روز بود که بر نرم‌افزار آزاد تأکید دارد. نام اولیه‌ی پروژه «no-name-yet.com» بود و اولین نسخه‌ی آن، اوبونتو ۴.۱۰ (Warty Warthog)، در اکتبر ۲۰۰۴ منتشر شد. در سال‌های اولیه، کنونیکال برنامه‌ای برای ارسال رایگان سی‌دی‌های اوبونتو به سراسر جهان از طریق سرویس «ShipIt» راه‌اندازی کرد که به گسترش سریع این توزیع در میان کاربران، به‌ویژه در مناطقی با دسترسی محدود به اینترنت، کمک کرد. این برنامه تا سال ۲۰۱۱ ادامه داشت، زمانی که کنونیکال تمرکز خود را به توزیع دیجیتال تغییر داد.
برخلاف برخی توزیع‌های دیگر مبتنی بر دبیان مانند لینسپایر، اوبونتو به فلسفه‌ی نرم‌افزار آزاد پایبند است و از نرم‌افزارهای انحصاری تنها در موارد ضروری (مانند درایورهای سخت‌افزاری) استفاده می‌کند. اوبونتو از شاخه‌ی ناپایدار دبیان برای به‌روزرسانی بسته‌ها بهره می‌برد و با استفاده از سیستم مدیریت بسته‌ی اپت، تجربه‌ای پایدار و کاربرپسند ارائه می‌دهد.

## ویژگی‌ها
اوبونتو به دلیل طراحی کاربرمحور، انعطاف‌پذیری، و پشتیبانی گسترده از سخت‌افزار و نرم‌افزار، یکی از محبوب‌ترین توزیع‌های لینوکس است. ویژگی‌های کلیدی اوبونتو شامل موارد زیر است:

### رابط کاربری و تجربه‌ی کاربری
اوبونتو به‌طور پیش‌فرض از محیط دسکتاپ گنوم استفاده می‌کند که به دلیل طراحی مینیمال و مدرن خود شناخته شده‌است. در نسخه‌ی ۲۵.۰۴، اوبونتو از گنوم ۴۸ بهره می‌برد که ویژگی‌هایی مانند ژست‌های لمسی بهبودیافته، مدیریت بهتر پنجره‌ها، و تم‌های پویا (مانند تم‌های روشن و تاریک) را ارائه می‌دهد. رابط کاربری اوبونتو امکان شخصی‌سازی گسترده‌ای را فراهم می‌کند، از جمله تغییر تم‌ها، آیکون‌ها، و چینش نوار ابزار. افزونه‌های گنوم به کاربران اجازه می‌دهند قابلیت‌هایی مانند نمایش وضعیت آب‌وهوا، کنترل موسیقی، یا مدیریت سریع برنامه‌ها را به دسکتاپ اضافه کنند.
برای کاربرانی که به زبان فارسی کار می‌کنند، اوبونتو از چیدمان صفحه‌کلید فارسی و فونت‌های مناسب مانند «وزیر» و «نازنین» پشتیبانی کامل دارد. رابط کاربری به بیش از ۵۵ زبان، از جمله فارسی، ترجمه شده و تنظیمات منطقه‌ای (مانند تقویم هجری شمسی) به‌راحتی قابل اعمال هستند.

### نرم‌افزارهای پیش‌فرض و مرکز نرم‌افزاری
اوبونتو مجموعه‌ای از نرم‌افزارهای آزاد و متن‌باز را به‌طور پیش‌فرض ارائه می‌دهد که نیازهای کاربران خانگی و حرفه‌ای را پوشش می‌دهند:
- لیبره آفیس: مجموعه‌ای کامل برای ویرایش اسناد، صفحات گسترده، و ارائه‌ها.
- فایرفاکس: مرورگر وب سریع و امن با پشتیبانی از افزونه‌های متعدد (به‌صورت پیش‌فرض به‌عنوان اسنپ نصب می‌شود).
- موزیلا تاندربرد: ابزار مدیریت ایمیل و تقویم.
- ریدم: پخش‌کننده‌ی موسیقی با رابط کاربری ساده.
- شات‌ول: مدیریت و ویرایش تصاویر.
- بازی‌های سبک مانند سودوکو و ماین‌سویپر.

#### مرکز نرم‌افزاری (App Center)
مرکز نرم‌افزاری اوبونتو، که از نسخه‌ی ۲۳.۱۰ جایگزین «Ubuntu Software Center» شد، یک رابط گرافیکی برای مدیریت بسته‌های نرم‌افزاری است که بر پایه‌ی گنوم سافت‌ویر ساخته شده و با اسنپ ادغام شده‌است. این ابزار امکان جست‌وجو، نصب، و مدیریت برنامه‌ها را از طریق مخازن اوبونتو، اسنپ، و فلت‌پک فراهم می‌کند. از نسخه‌ی ۲۴.۰۴، مرکز نرم‌افزاری قابلیت نصب فایل‌های DEB محلی (دانلودشده از اینترنت) را دوباره اضافه کرده‌است، که پاسخ به انتقادات کاربران درباره‌ی حذف این ویژگی در نسخه‌های قبلی بود.
مرکز نرم‌افزاری اطلاعات مفیدی مانند توضیحات برنامه، امتیازات، نظرات کاربران، و تصاویر پیش‌نمایش ارائه می‌دهد. همچنین، گزینه‌ی «به‌روزرسانی همه» برای به‌روزرسانی همزمان اسنپ‌ها در بخش مدیریت وجود دارد. کاربران می‌توانند کانال‌های مختلف اسنپ (مانند stable، beta، یا edge) را انتخاب کنند و مجوزهای برنامه‌ها (مانند دسترسی به فایل‌ها یا دوربین) را از طریق این رابط مدیریت کنند.

#### اسنپ (Snap)
اسنپ یک سیستم بسته‌بندی و توزیع نرم‌افزار است که توسط کنونیکال توسعه یافته و از نسخه‌ی ۱۶.۰۴ به‌صورت پیش‌فرض در اوبونتو گنجانده شده‌است. اسنپ‌ها برنامه‌های خودکفایی هستند که تمام وابستگی‌های لازم (کتابخانه‌ها، فایل‌ها، و ابزارها) را در یک بسته‌ی فشرده‌شده (SquashFS) ارائه می‌دهند. این ویژگی باعث می‌شود اسنپ‌ها مستقل از نسخه‌ی سیستم‌عامل اجرا شوند و از مشکل «جهان وابستگی» (dependency hell) جلوگیری کنند.

##### مزایای اسنپ
- نصب آسان: اسنپ‌ها نیازی به مدیریت دستی وابستگی‌ها ندارند و روی توزیع‌های مختلف لینوکس اجرا می‌شوند.[۶]
- به‌روزرسانی خودکار: اسنپ‌ها به‌صورت خودکار در پس‌زمینه به‌روزرسانی می‌شوند و امکان بازگشت به نسخه‌ی قبلی (revert) وجود دارد.[۶]
- امنیت: اسنپ‌ها در یک محیط ایزوله (سندباکس) اجرا می‌شوند و با استفاده از AppArmor و Seccomp دسترسی آن‌ها به منابع سیستم محدود می‌شود.[۶]
- پشتیبانی از چند نسخه: امکان نصب چند نسخه از یک برنامه بدون تداخل وجود دارد.[۶]

##### معایب اسنپ
- مصرف فضای بیشتر: اسنپ‌ها به دلیل شامل بودن تمام وابستگی‌ها، فضای بیشتری نسبت به بسته‌های DEB اشغال می‌کنند.[۶]
- کندی در اجرای اولیه: به دلیل استفاده از سیستم فایل SquashFS و ایزوله‌سازی، اسنپ‌ها ممکن است در اولین اجرا کندتر باشند.[۶]
- انتقادات: برخی کاربران به اجباری شدن اسنپ برای برنامه‌هایی مثل فایرفاکس (از نسخه‌ی ۲۰.۰۴) و کندی نسبی آن انتقاد دارند. همچنین، سرور فروشگاه اسنپ (Snap Store) به دلیل ماهیت بسته‌ی کنونیکال مورد انتقاد قرار گرفته‌است.[۲]

اسنپ‌ها از طریق فروشگاه اسنپ (Snap Store) یا مرکز نرم‌افزاری نصب می‌شوند. برای نمونه، نصب یک برنامه با دستور زیر انجام می‌شود:
```
sudo
 
snap
 
install
 
<package-name>

```

کاربران می‌توانند با دستور زیر فهرست اسنپ‌های نصب‌شده را مشاهده کنند:
```
snap
 
list

```

و با دستور زیر به‌روزرسانی‌ها را مدیریت کنند:
```
snap
 
refresh

```

این ابزار از نسخه‌ی ۲۴.۱۰ به‌صورت پیش‌فرض نصب شده و از طریق فروشگاه اسنپ قابل به‌روزرسانی است.

#### AppArmor و Seccomp
- AppArmor: یک ماژول امنیتی کرنل لینوکس است که دسترسی برنامه‌ها به منابع سیستم را محدود می‌کند. هر اسنپ یا برنامه‌ی کلیدی (مانند فایرفاکس) با پروفایل AppArmor خاص خود اجرا می‌شود که دسترسی غیرمجاز را مسدود می‌کند. برای مثال، AppArmor می‌تواند مانع دسترسی یک برنامه به فایل‌های حساس کاربر شود.[۱]
- Seccomp: فیلترهای Seccomp تماس‌های سیستمی (system calls) برنامه‌ها را محدود می‌کنند تا از اجرای دستورات خطرناک جلوگیری شود.[۱]

#### فایروال (UFW)
فایروال بدون پیچیدگی (Uncomplicated Firewall) ابزار پیش‌فرض اوبونتو برای مدیریت قوانین فایروال است. UFW به‌صورت پیش‌فرض فعال است و اکثر پورت‌های شبکه را بسته نگه می‌دارد تا از دسترسی غیرمجاز جلوگیری کند. کاربران می‌توانند با دستورات ساده یا از طریق مرکز امنیتی، فایروال را پیکربندی کنند:
```
sudo
 
ufw
 
allow
 
<port>

```

#### Ubuntu Pro و Livepatch
- Ubuntu Pro: یک سرویس تجاری است که پشتیبانی امنیتی تا ۱۲ سال را برای نسخه‌های LTS فراهم می‌کند. این سرویس شامل به‌روزرسانی‌های امنیتی برای بسته‌های مخزن Universe، ماژول‌های رمزنگاری با استاندارد FIPS، و انطباق با استانداردهایی مانند PCI-DSS و ISO27001 است.[۴]
- Kernel Livepatch: این ویژگی به کاربران امکان می‌دهد وصله‌های امنیتی کرنل را بدون نیاز به راه‌اندازی مجدد سیستم اعمال کنند، که برای سرورها و سیستم‌های حیاتی بسیار مفید است.[۴]

#### به‌روزرسانی‌های امنیتی خودکار
اوبونتو از طریق بسته‌ی `unattended-upgrades` به‌روزرسانی‌های امنیتی را به‌صورت خودکار اعمال می‌کند. این ویژگی تضمین می‌کند که آسیب‌پذیری‌ها به‌سرعت رفع شوند، به‌ویژه در نسخه‌های LTS که پشتیبانی بلندمدت دارند.

#### محدودیت‌ها و انتقادات امنیتی
اگرچه اوبونتو به دلیل ویژگی‌های امنیتی پیشرفته‌اش شناخته شده‌است، اما محدودیت‌ها و انتقاداتی نیز در مورد امنیت آن وجود دارد:
- مشکلات X11: پروتکل X11، که به‌طور سنتی در اوبونتو برای مدیریت نمایش گرافیکی استفاده می‌شود، به دلیل نبود جداسازی کامل بین پنجره‌های برنامه‌ها، آسیب‌پذیری‌هایی مانند شنود کلیدها (keylogging)، ضبط صفحه (screen capturing)، و دسترسی غیرمجاز به ورودی‌های کاربر را ایجاد می‌کند. این مشکلات در اسنپ‌هایی که به رابط X11 متصل هستند، تشدید می‌شود، زیرا ایزوله‌سازی اسنپ‌ها نمی‌تواند به‌طور کامل این ضعف‌های ذاتی X11 را برطرف کند. کنونیکال از نسخه‌ی ۱۷.۱۰ به‌طور پیش‌فرض به سمت استفاده از Wayland حرکت کرده‌است، که جداسازی بهتری بین برنامه‌ها ارائه می‌دهد و این آسیب‌پذیری‌ها را کاهش می‌دهد. با این حال، انتقال به Wayland چالش‌هایی مانند ناسازگاری با برخی برنامه‌های قدیمی (مانند ابزارهای ضبط صفحه یا برنامه‌های وابسته به X11) و نیاز به پیکربندی اضافی برای سخت‌افزارهای خاص (مانند درایورهای NVIDIA) به همراه دارد.[۷][۸]
- خطرات اسنپ: اسنپ‌ها، اگرچه در محیط ایزوله اجرا می‌شوند، به دلیل ویژگی به‌روزرسانی خودکار می‌توانند در برابر حملات زنجیره‌ی تأمین (supply chain attacks) آسیب‌پذیر باشند. اگر یک توسعه‌دهنده‌ی غیرمعتبر یا هک‌شده نسخه‌ی مخربی از یک اسنپ را در فروشگاه اسنپ منتشر کند، به‌روزرسانی خودکار ممکن است این نسخه را بدون اطلاع کاربر نصب کند. این خطر به دلیل کنترل متمرکز کنونیکال بر فروشگاه اسنپ (Snap Store) و نبود نظارت کامل جامعه بر بسته‌ها تشدید می‌شود. همچنین، وابستگی اسنپ به AppArmor برای ایزوله‌سازی باعث کاهش امنیت در توزیع‌های غیراوبونتو (مانند فدورا) می‌شود که از SELinux استفاده می‌کنند، زیرا AppArmor و SELinux پروفایل‌های امنیتی متفاوتی دارند و ممکن است با هم تداخل داشته باشند. کاربران حرفه‌ای گاهی اوبونتو را به دلیل اجبار به استفاده از اسنپ برای برنامه‌های کلیدی (مانند فایرفاکس از نسخه‌ی ۲۰.۰۴) مورد انتقاد قرار داده‌اند، به‌ویژه به دلیل کندی نسبی اجرا و مصرف فضای بیشتر.[۶][۲]
- نگرانی‌های حریم خصوصی: اوبونتو در گذشته به دلیل ویژگی‌های جمع‌آوری داده (telemetry) مورد انتقاد قرار گرفته‌است. برای مثال، در نسخه‌ی ۱۲.۱۰، قابلیت جست‌وجوی یکپارچه با آمازون نگرانی‌هایی درباره‌ی ارسال داده‌های کاربران به سرورهای خارجی ایجاد کرد که بعداً غیرفعال شد. در نسخه‌های جدیدتر، اوبونتو گزینه‌های اختیاری برای جمع‌آوری داده‌های تشخیصی (مانند گزارش خطاها و آمار استفاده) ارائه می‌دهد که کاربران می‌توانند در زمان نصب غیرفعال کنند. با این حال، برخی کاربران معتقدند که این گزینه‌ها باید به‌صورت پیش‌فرض غیرفعال باشند تا حریم خصوصی بهتری تضمین شود.[۲]
- پیچیدگی‌های رمزنگاری کامل دیسک (FDE): رمزنگاری کامل دیسک در اوبونتو، اگرچه از امنیت بالایی برخوردار است، اما مدیریت کلیدهای بازیابی برای کاربران غیرحرفه‌ای می‌تواند پیچیده باشد. از دست دادن کلید بازیابی ممکن است به قفل شدن کامل داده‌ها منجر شود. همچنین، عملکرد سیستم در دستگاه‌های قدیمی‌تر به دلیل سربار رمزنگاری ممکن است کاهش یابد.[۷]
- چالش‌های به‌روزرسانی کرنل: اگرچه Kernel Livepatch امکان اعمال وصله‌های امنیتی بدون راه‌اندازی مجدد را فراهم می‌کند، اما این ویژگی فقط برای کاربران Ubuntu Pro در دسترس است و کاربران عادی باید سیستم را برای اعمال به‌روزرسانی‌های کرنل راه‌اندازی مجدد کنند، که در محیط‌های سروری می‌تواند اختلال ایجاد کند. همچنین، تأخیر در انتشار برخی وصله‌های امنیتی برای کرنل‌های قدیمی‌تر در مقایسه با توزیع‌هایی مانند Arch Linux گزارش شده‌است.[۴]

### دستورهای مهم ترمینال
اوبونتو به کاربران امکان مدیریت سیستم از طریق خط فرمان (ترمینال) را می‌دهد که برای انجام وظایف مختلف، از مدیریت بسته‌ها تا پیکربندی سیستم، بسیار قدرتمند است. در ادامه، برخی از مهم‌ترین دستورهای ترمینال برای کاربران اوبونتو آورده شده‌است:

#### مدیریت بسته‌ها با APT
ابزار بسته‌بندی پیشرفته (APT) سیستم مدیریت بسته‌ی اصلی اوبونتو است که برای نصب، به‌روزرسانی، و حذف بسته‌های DEB استفاده می‌شود:
- به‌روزرسانی فهرست بسته‌ها از مخازن:

```
sudo
 
apt
 
update

```

- ارتقای بسته‌های نصب‌شده به آخرین نسخه:

```
sudo
 
apt
 
upgrade

```

- نصب یک بسته‌ی جدید (جایگزین `<package-name>` با نام بسته، مثلاً `vlc`):

```
sudo
 
apt
 
install
 
<package-name>

```

- حذف یک بسته بدون حذف فایل‌های پیکربندی:

```
sudo
 
apt
 
remove
 
<package-name>

```

- حذف کامل یک بسته همراه با فایل‌های پیکربندی:

```
sudo
 
apt
 
purge
 
<package-name>

```

- پاک‌سازی بسته‌های بلااستفاده و کش APT:

```
sudo
 
apt
 
autoremove
sudo
 
apt
 
autoclean

```

#### مدیریت بسته‌ها با اسنپ
اسنپ برای نصب و مدیریت برنامه‌های ایزوله‌شده استفاده می‌شود:
- نصب یک اسنپ (جایگزین `<package-name>` با نام اسنپ، مثلاً `spotify`):

```
sudo
 
snap
 
install
 
<package-name>

```

- مشاهده فهرست اسنپ‌های نصب‌شده:

```
snap
 
list

```

- به‌روزرسانی تمام اسنپ‌ها:

```
snap
 
refresh

```

- حذف یک اسنپ:

```
sudo
 
snap
 
remove
 
<package-name>

```

#### مقایسه با APT و فلت‌پک
- APT: ابزار بسته‌بندی پیشرفته (APT) سیستم مدیریت بسته‌ی سنتی اوبونتو است که با بسته‌های DEB کار می‌کند. APT از مخازن اوبونتو استفاده می‌کند و بسته‌هایی را ارائه می‌دهد که برای نسخه‌ی خاص سیستم‌عامل بهینه شده‌اند. این روش فضای کمتری مصرف می‌کند، اما ممکن است نسخه‌های جدیدتر برنامه‌ها با تأخیر منتشر شوند.[۱]
- فلت‌پک: مشابه اسنپ، فلت‌پک نیز برنامه‌ها را در محیط ایزوله اجرا می‌کند، اما مستقل از کنونیکال است و توسط جامعه‌ی متن‌باز توسعه می‌یابد. فلت‌پک در اوبونتو به‌صورت دستی قابل نصب است و از مخزن Flathub پشتیبانی می‌کند. برخلاف اسنپ، فلت‌پک به‌طور پیش‌فرض در اوبونتو گنجانده نشده‌است.[۲]

مرکز نرم‌افزاری اوبونتو از هر سه روش (APT، اسنپ، و فلت‌پک) پشتیبانی می‌کند و به کاربران اجازه می‌دهد بسته به نیاز خود روش مناسب را انتخاب کنند.

### امنیت
اوبونتو به دلیل تمرکز بر امنیت، یکی از امن‌ترین توزیع‌های لینوکس برای کاربران خانگی و سازمانی محسوب می‌شود. ویژگی‌های امنیتی کلیدی اوبونتو شامل موارد زیر است:

#### مرکز امنیتی دسکتاپ (Desktop Security Center)
از نسخه‌ی ۲۴.۱۰، اوبونتو یک ابزار گرافیکی جدید به نام «مرکز امنیتی دسکتاپ» را معرفی کرده‌است که به کاربران امکان مدیریت آسان‌تر تنظیمات امنیتی را می‌دهد. این ابزار که با Flutter توسعه یافته، ویژگی‌هایی مانند مدیریت مجوزهای اسنپ، تنظیمات فایروال، و رمزنگاری کامل دیسک (FDE) را در یک رابط کاربرپسند ارائه می‌دهد:
- مدیریت مجوزهای اسنپ: کاربران می‌توانند دسترسی برنامه‌های اسنپ به منابع سیستم (مانند فایل‌ها، دوربین، یا میکروفون) را کنترل کنند. یک ویژگی آزمایشی در نسخه‌ی ۲۴.۱۰ به نام «Prompting Client» به کاربران اجازه می‌دهد هنگام دسترسی اسنپ‌ها به فایل‌ها یا پوشه‌ها، اعلان‌های گرافیکی دریافت کنند (مشابه سیستم‌های مجوز در اندروید و iOS). برای مثال، هنگام ذخیره‌ی یک فایل از فایرفاکس، کاربر می‌تواند انتخاب کند که دسترسی فقط برای یک فایل خاص یا کل پوشه‌ی Downloads باشد.[۷]
- رمزنگاری کامل دیسک (FDE): مرکز امنیتی امکان مدیریت رمزنگاری دیسک را ساده‌تر کرده و کلیدهای بازیابی رمزنگاری را نمایش می‌دهد.[۷]
- مدیریت فایروال: بخش «شبکه» در مرکز امنیتی امکان فعال/غیرفعال کردن فایروال (UFW)، تنظیم پورت‌ها، و فعال‌سازی حالت مخفی (Stealth Mode) را فراهم می‌کند.[۷]

#### مدیریت سیستم
دستورات زیر برای مدیریت و نظارت بر سیستم استفاده می‌شوند:
- مشاهده اطلاعات سیستم (مانند نسخه‌ی اوبونتو):

```
lsb_release
 
-a

```

- بررسی وضعیت استفاده از حافظه و CPU:

```
top

```

- نمایش فضای دیسک:

```
df
 
-h

```

- مدیریت سرویس‌ها (مثلاً راه‌اندازی مجدد سرویس شبکه):

```
sudo
 
systemctl
 
restart
 
<service-name>

```

- خاموش کردن سیستم:

```
sudo
 
shutdown
 
-h
 
now

```

- راه‌اندازی مجدد سیستم:

```
sudo
 
reboot

```

### ویژگی‌های جدید نسخه‌های اخیر
نسخه‌های ۲۴.۱۰ (اوریکل اورایل) و ۲۵.۰۴ (پاکی پافین) ویژگی‌های نوآورانه‌ای را معرفی کرده‌اند:
- اوبونتو ۲۴.۱۰: شامل تم رترو (با الهام از نسخه‌های قدیمی‌تر اوبونتو)، مرکز امنیتی جدید برای مدیریت فایروال و مجوزها، و پشتیبانی از Valkey (جایگزین Redis) برای سرورها.[۲]
- اوبونتو ۲۵.۰۴: ابزارهای توسعه‌ی جدید مانند devpacks برای توسعه‌دهندگان Spring، پشتیبانی از HDR، و پایگاه داده‌ی BeaconDB برای مدیریت بهتر داده‌های ابری. همچنین، بهینه‌سازی‌هایی برای کاهش مصرف انرژی در لپ‌تاپ‌ها ارائه شده‌است.[۲]
- اسنپ‌های پیش‌فرض بهبودیافته: در نسخه‌های جدید، اسنپ‌ها سریع‌تر بارگذاری می‌شوند و ادغام بهتری با سیستم دارند.[۶]

### جهانی‌سازی و دسترسی‌پذیری
اوبونتو با پشتیبانی از بیش از ۵۵ زبان، از جمله فارسی، برای کاربران جهانی طراحی شده‌است. تنظیمات منطقه‌ای مانند تقویم هجری شمسی، واحدهای پولی، و فرمت‌های تاریخ به‌راحتی قابل تنظیم هستند. ابزارهای دسترسی‌پذیری مانند صفحه‌خوان Orca، صفحه‌کلید روی صفحه، و تنظیمات بزرگ‌نمایی برای کاربران با نیازهای ویژه در دسترس هستند.

### کاربردهای تخصصی
- سرورها و رایانش ابری: اوبونتو سرور با ابزارهایی مانند داکر، کوبنتیز، و OpenStack برای رایانش ابری و مدیریت کانتینرها بهینه شده‌است. نسخه‌ی ۲۵.۰۴ از MAAS (Metal as a Service) برای مدیریت سرورهای فیزیکی پشتیبانی می‌کند.[۴]
- اینترنت اشیاء: اوبونتو کور، نسخه‌ای سبک و مبتنی بر اسنپ، برای دستگاه‌های IoT و روبات‌ها طراحی شده و با پلتفرم‌هایی مانند Raspberry Pi سازگار است.[۶]
- توسعه نرم‌افزار: اوبونتو با ابزارهایی مانند GCC، پایتون، و Node.js، و همچنین محیط‌های توسعه‌ی یکپارچه (IDE) مانند VS Code، گزینه‌ای محبوب برای توسعه‌دهندگان است.[۱]

اوبونتو با ترکیب این ویژگی‌ها، گزینه‌ای قدرتمند و انعطاف‌پذیر برای طیف گسترده‌ای از کاربران، از مبتدیان تا حرفه‌ای‌ها، ارائه می‌دهد.

## گونه‌ها
گونه‌های اوبونتو نسخه‌های رسمی و غیررسمی‌ای هستند که از محیط‌های دسکتاپ مختلف یا پیکربندی‌های خاص استفاده می‌کنند. هر گونه برای نیازها و سخت‌افزارهای خاصی طراحی شده‌است. جدول زیر اطلاعات کلیدی گونه‌های رسمی و غیررسمی اوبونتو را نشان می‌دهد:
| نام/نسخه                  | عکس | ترجمه فارسی   | نسخه کرنل | نسخه محیط دسکتاپ  | توضیحات                                                             | سخت‌افزار پیشنهادی                                             | سخت‌افزار حداقلی                                               |
| ------------------------- | --- | ------------- | --------- | ----------------- | ------------------------------------------------------------------- | ------------------------------------------------------------- | ------------------------------------------------------------- |
| اوبونتو دسکتاپ ۲۴.۰۴ LTS  |     | نومبت نجیب    | ۶.۸       | گنوم ۴۶           | نسخه‌ی اصلی اوبونتو با محیط گنوم، مناسب برای کاربران خانگی و حرفه‌ای. | پردازنده: دوهسته‌ای ۲ گیگاهرتز رم: ۴ گیگابایت فضا: ۲۵ گیگابایت | پردازنده: دوهسته‌ای ۱ گیگاهرتز رم: ۲ گیگابایت فضا: ۲۰ گیگابایت |
| اوبونتو سرور ۲۴.۰۴ LTS    |     | نومبت نجیب    | ۶.۸       | بدون محیط گرافیکی | مناسب برای سرورها و رایانش ابری، با نصب متنی.                       | پردازنده: ۱ گیگاهرتز رم: ۲ گیگابایت فضا: ۲.۵ گیگابایت         | پردازنده: ۱ گیگاهرتز رم: ۵۱۲ مگابایت فضا: ۲.۵ گیگابایت        |
| کوبونتو ۲۴.۰۴ LTS         |     | نومبت نجیب    | ۶.۸       | KDE Plasma ۵.۲۷   | محیط دسکتاپ KDE با ظاهری مدرن و قابلیت‌های شخصی‌سازی بالا.            | پردازنده: دوهسته‌ای ۲ گیگاهرتز رم: ۴ گیگابایت فضا: ۲۵ گیگابایت | پردازنده: دوهسته‌ای ۱ گیگاهرتز رم: ۲ گیگابایت فضا: ۲۰ گیگابایت |
| زوبونتو ۲۴.۰۴ LTS         |     | نومبت نجیب    | ۶.۸       | XFCE ۴.۱۸         | سبک و سریع، مناسب برای سیستم‌های قدیمی یا کم‌قدرت.                    | پردازنده: ۱.۵ گیگاهرتز رم: ۲ گیگابایت فضا: ۲۰ گیگابایت        | پردازنده: ۱ گیگاهرتز رم: ۱ گیگابایت فضا: ۱۰ گیگابایت          |
| لوبونتو ۲۴.۰۴ LTS         |     | نومبت نجیب    | ۶.۸       | LXQt ۱.۴          | بسیار سبک، ایده‌آل برای سخت‌افزارهای بسیار قدیمی.                     | پردازنده: ۱ گیگاهرتز رم: ۱ گیگابایت فضا: ۱۰ گیگابایت          | پردازنده: ۵۰۰ مگاهرتز رم: ۵۱۲ مگابایت فضا: ۵ گیگابایت         |
| اوبونتو ماته ۲۴.۰۴ LTS    |     | نومبت نجیب    | ۶.۸       | MATE ۱.۲۶         | محیط کلاسیک مشابه گنوم ۲، مناسب برای کاربران سنتی.                  | پردازنده: Core i3 رم: ۴ گیگابایت فضا: ۱۶ گیگابایت             | پردازنده: Core i3 رم: ۲ گیگابایت فضا: ۸ گیگابایت              |
| اوبونتو بودگی ۲۴.۰۴ LTS   |     | نومبت نجیب    | ۶.۸       | Budgie ۱۰.۸       | محیط دسکتاپ مدرن با تمرکز بر سادگی و زیبایی.                        | پردازنده: دوهسته‌ای ۲ گیگاهرتز رم: ۴ گیگابایت فضا: ۲۰ گیگابایت | پردازنده: دوهسته‌ای ۱ گیگاهرتز رم: ۲ گیگابایت فضا: ۱۰ گیگابایت |
| اوبونتو کیلین ۲۴.۰۴ LTS   |     | نومبت نجیب    | ۶.۸       | UKUI ۳.۱          | طراحی‌شده برای کاربران چینی با پشتیبانی از زبان و فرهنگ محلی.        | پردازنده: دوهسته‌ای ۲ گیگاهرتز رم: ۴ گیگابایت فضا: ۲۰ گیگابایت | پردازنده: دوهسته‌ای ۱ گیگاهرتز رم: ۲ گیگابایت فضا: ۱۰ گیگابایت |
| اوبونتو استودیو ۲۴.۰۴ LTS |     | نومبت نجیب    | ۶.۸       | KDE Plasma ۵.۲۷   | مناسب برای تولید محتوای چندرسانه‌ای با ابزارهای صوتی و تصویری.       | پردازنده: دوهسته‌ای ۲ گیگاهرتز رم: ۴ گیگابایت فضا: ۲۵ گیگابایت | پردازنده: دوهسته‌ای ۱ گیگاهرتز رم: ۲ گیگابایت فضا: ۱۵ گیگابایت |
| اوبونتو کور ۲۴            |     | نومبت نجیب    | ۶.۸       | بدون محیط گرافیکی | برای اینترنت اشیاء و سیستم‌های توکار، متکی بر اسنپ.                  | پردازنده: ۱ گیگاهرتز رم: ۵۱۲ مگابایت فضا: ۲ گیگابایت          | پردازنده: ۵۰۰ مگاهرتز رم: ۲۵۶ مگابایت فضا: ۱ گیگابایت         |
| اوبونتو دسکتاپ ۲۴.۱۰      |     | اوریکل اورایل | ۶.۱۱      | گنوم ۴۷           | نسخه‌ی موقت با ویژگی‌های جدید مانند تم رترو و مرکز امنیتی.            | پردازنده: دوهسته‌ای ۲ گیگاهرتز رم: ۴ گیگابایت فضا: ۲۵ گیگابایت | پردازنده: دوهسته‌ای ۱ گیگاهرتز رم: ۲ گیگابایت فضا: ۲۰ گیگابایت |
| اوبونتو دسکتاپ ۲۵.۰۴      |     | پاکی پافین    | ۶.۱۴      | گنوم ۴۸           | نسخه‌ی موقت با ابزارهای توسعه‌ی جدید و پشتیبانی از HDR.               | پردازنده: دوهسته‌ای ۲ گیگاهرتز رم: ۴ گیگابایت فضا: ۲۵ گیگابایت | پردازنده: دوهسته‌ای ۱ گیگاهرتز رم: ۲ گیگابایت فضا: ۲۰ گیگابایت |
| اوبونتو سینامون ۲۴.۰۴ LTS |     | نومبت نجیب    | ۶.۸       | Cinnamon ۵.۸      | محیط دسکتاپ سینامون مشابه ویندوز.                                   | پردازنده: دوهسته‌ای ۲ گیگاهرتز رم: ۴ گیگابایت فضا: ۲۰ گیگابایت | پردازنده: دوهسته‌ای ۱ گیگاهرتز رم: ۲ گیگابایت فضا: ۱۰ گیگابایت |
| اوبونتو یونیتی ۲۴.۰۴ LTS  |     | نومبت نجیب    | ۶.۸       | Unity ۷.۷         | محیط دسکتاپ یونیتی، سبک و سریع.                                     | پردازنده: دوهسته‌ای ۲ گیگاهرتز رم: ۴ گیگابایت فضا: ۲۰ گیگابایت | پردازنده: دوهسته‌ای ۱ گیگاهرتز رم: ۲ گیگابایت فضا: ۱۰ گیگابایت |

#### مدیریت فایل‌ها
دستورات زیر برای مدیریت فایل‌ها و پوشه‌ها در ترمینال استفاده می‌شوند:
- نمایش محتویات یک پوشه:

```
ls
 
-l

```

- کپی کردن فایل یا پوشه:

```
cp
 
<source>
 
<destination>

```

- انتقال یا تغییر نام فایل یا پوشه:

```
mv
 
<source>
 
<destination>

```

- حذف فایل یا پوشه:

```
rm
 
-r
 
<file-or-directory>

```

این دستورات تنها بخشی از قابلیت‌های ترمینال اوبونتو هستند. کاربران می‌توانند برای اطلاعات بیشتر از مستندات رسمی یا دستور زیر برای دسترسی به راهنمای دستورات استفاده کنند:
```
man
 
<command>

```

### پشتیبانی از سخت‌افزار
اوبونتو از معماری‌های متنوعی مانند x86-64، ARM64، RISC-V، ppc64le، و s390x پشتیبانی می‌کند، که آن را برای رایانه‌های شخصی، سرورها، دستگاه‌های اینترنت اشیاء، و حتی ابررایانه‌ها مناسب می‌کند. نسخه‌های سبک‌تر مانند لوبونتو و زوبونتو برای سخت‌افزارهای قدیمی با منابع محدود بهینه شده‌اند، در حالی که نسخه‌ی دسکتاپ برای سیستم‌های مدرن با پشتیبانی از شتاب‌دهی سخت‌افزاری (مانند GPUهای NVIDIA و AMD) طراحی شده‌است.
نسخه‌ی ۲۵.۰۴ از فناوری HDR (دامنه دینامیکی بالا) پشتیبانی می‌کند که تجربه‌ی بصری را در نمایشگرهای سازگار بهبود می‌بخشد. همچنین، اوبونتو با درایورهای متن‌باز و انحصاری (مانند درایورهای NVIDIA) سازگار است و نصب درایورها از طریق ابزار گرافیکی «نرم‌افزار و به‌روزرسانی‌ها» ساده شده‌است.

### گونه‌های متوقف‌شده
| گونه | گونه         | توضیحات                                                         |
| ---- | ------------ | --------------------------------------------------------------- |
|      | ادوبونتو     | طراحی‌شده برای محیط‌های آموزشی با ابزارهای مناسب کودکان و معلمان. |
|      | میس‌بونتو     | سیستم‌عامل مرکز رسانه برای MythTV.                               |
|      | اوبونتو گنوم | استفاده از گنوم ۳ خالص، که اکنون با نسخه‌ی اصلی ادغام شده‌است.    |

## انتشارها
اوبونتو هر شش ماه یک نسخه‌ی جدید منتشر می‌کند و نسخه‌های LTS هر دو سال یک‌بار عرضه می‌شوند. جدول زیر فهرست انتشارهای اوبونتو از اولین نسخه تا نسخه‌های اخیر را نشان می‌دهد:
| نسخه      | اسم رمز            | تاریخ انتشار  | پشتیبانی تا | پشتیبانی تا | بروزرسانی‌های امنیتی تا | نسخه هسته اولیه |
| نسخه      | اسم رمز            | تاریخ انتشار  | دسکتاپ      | سرور        | بروزرسانی‌های امنیتی تا | نسخه هسته اولیه |
| --------- | ------------------ | ------------- | ----------- | ----------- | ---------------------- | --------------- |
| ۴.۱۰      | وارتی وارثاگ       | ۲۰ اکتبر ۲۰۰۴ | 2006        | 2006        | ندارد                  | ۲.۶.۸           |
| ۵.۰۴      | هواری هج‌هاگ        | ۸ آوریل ۲۰۰۵  | 2006        | 2006        | ندارد                  | ۲.۶.۱۰          |
| ۵.۱۰      | بریزی بجر          | ۱۳ اکتبر ۲۰۰۵ | 2007        | 2007        | ندارد                  | ۲.۶.۱۲          |
| ۶.۰۶ LTS  | دریک دریک          | ۱ ژوئن ۲۰۰۶   | 2009        | 2011        | 2011                   | ۲.۶.۱۵          |
| ۶.۱۰      | اجی اف‌اینت         | ۲۶ اکتبر ۲۰۰۶ | 2008        | 2008        | ندارد                  | ۲.۶.۱۷          |
| ۷.۰۴      | فونی فان           | ۱۹ آوریل ۲۰۰۷ | 2008        | 2008        | ندارد                  | ۲.۶.۲۰          |
| ۷.۱۰      | گاتسی گایبون       | ۱۸ اکتبر ۲۰۰۷ | 2009        | 2009        | ندارد                  | ۲.۶.۲۲          |
| ۸.۰۴ LTS  | هاردی هرون         | ۲۴ آوریل ۲۰۰۸ | 2011        | 2013        | 2013                   | ۲.۶.۲۴          |
| ۸.۱۰      | اینترپید آیبکس     | ۳۰ اکتبر ۲۰۰۸ | 2010        | 2010        | ندارد                  | ۲.۶.۲۷          |
| ۹.۰۴      | جونتی جکلوپ        | ۲۳ آوریل ۲۰۰۹ | 2010        | 2010        | ندارد                  | ۲.۶.۲۸          |
| ۹.۱۰      | کارمیک کوالا       | ۲۹ اکتبر ۲۰۰۹ | 2011        | 2011        | ندارد                  | ۲.۶.۳۱          |
| ۱۰.۰۴ LTS | لوسید لینک         | ۲۹ آوریل ۲۰۱۰ | 2013        | 2015        | 2015                   | ۲.۶.۳۲          |
| ۱۰.۱۰     | ماوریک میر کت      | ۱۰ اکتبر ۲۰۱۰ | 2012        | 2012        | ندارد                  | ۲.۶.۳۵          |
| ۱۱.۰۴     | ناتی ناروال        | ۲۸ آوریل ۲۰۱۱ | 2012        | 2012        | ندارد                  | ۲.۶.۳۸          |
| ۱۱.۱۰     | وانریک اوسلات      | ۱۳ اکتبر ۲۰۱۱ | 2013        | 2013        | ندارد                  | ۳.۰             |
| ۱۲.۰۴ LTS | پرسیس پنگولین      | ۲۶ آوریل ۲۰۱۲ | 2017        | 2017        | 2017                   | ۳.۲             |
| ۱۲.۱۰     | کوانتال کویتزال    | ۱۸ اکتبر ۲۰۱۲ | 2014        | 2014        | ندارد                  | ۳.۵             |
| ۱۳.۰۴     | ررینگ راسکال       | ۲۵ آوریل ۲۰۱۳ | 2014        | 2014        | ندارد                  | ۳.۸             |
| ۱۳.۱۰     | ساسی سالامندر      | ۱۷ اکتبر ۲۰۱۳ | 2014        | 2014        | ندارد                  | ۳.۱۱            |
| ۱۴.۰۴ LTS | تراستی تار         | ۱۷ آوریل ۲۰۱۴ | 2019        | 2019        | 2019                   | ۳.۱۳            |
| ۱۴.۱۰     | یوتوپیک یونیکورن   | ۲۳ اکتبر ۲۰۱۴ | 2015        | 2015        | ندارد                  | ۳.۱۶            |
| ۱۵.۰۴     | ویوید ورویت        | ۲۳ آوریل ۲۰۱۵ | 2016        | 2016        | ندارد                  | ۳.۱۹            |
| ۱۵.۱۰     | ویلی ورولف         | ۲۲ اکتبر ۲۰۱۵ | 2016        | 2016        | ندارد                  | ۴.۲             |
| ۱۶.۰۴ LTS | زنیال زراس         | ۲۱ آوریل ۲۰۱۶ | 2021        | 2021        | 2021                   | ۴.۴             |
| ۱۶.۱۰     | یاکتی یاک          | ۱۳ اکتبر ۲۰۱۶ | 2017        | 2017        | ندارد                  | ۴.۸             |
| ۱۷.۰۴     | زستی زپوس          | ۱۳ آوریل ۲۰۱۷ | 2018        | 2018        | ندارد                  | ۴.۱۰            |
| ۱۷.۱۰     | آرتفول آردوارک     | ۱۹ اکتبر ۲۰۱۷ | 2018        | 2018        | ندارد                  | ۴.۱۳            |
| ۱۸.۰۴ LTS | بیونیک بیور        | ۲۶ آوریل ۲۰۱۸ | 2023        | 2023        | 2028                   | ۴.۱۵            |
| ۱۸.۱۰     | کازمیک کاتل‌فیش     | ۱۸ اکتبر ۲۰۱۸ | 2019        | 2019        | ندارد                  | ۴.۱۸            |
| ۱۹.۰۴     | دیسکو دینگو        | ۱۸ آوریل ۲۰۱۹ | 2020        | 2020        | ندارد                  | ۵.۰             |
| ۱۹.۱۰     | ای‌یویی ایل         | ۱۷ اکتبر ۲۰۱۹ | 2020        | 2020        | ندارد                  | ۵.۳             |
| ۲۰.۰۴ LTS | فوسای کانونی       | ۲۳ آوریل ۲۰۲۰ | 2025        | 2025        | 2030                   | ۵.۴             |
| ۲۰.۱۰     | گرووی گوریلا       | ۲۲ اکتبر ۲۰۲۰ | 2021        | 2021        | ندارد                  | ۵.۸             |
| ۲۱.۰۴     | هیری هیپو          | ۲۲ آوریل ۲۰۲۱ | 2022        | 2022        | ندارد                  | ۵.۱۱            |
| ۲۱.۱۰     | ایمپیش ایندیگو     | ۱۴ اکتبر ۲۰۲۱ | 2022        | 2022        | ندارد                  | ۵.۱۳            |
| ۲۲.۰۴ LTS | عروس دریایی خرشانس | ۲۱ آوریل ۲۰۲۲ | 2027        | 2027        | 2032                   | ۵.۱۵            |
| ۲۲.۱۰     | کینتیک کودو        | ۲۰ اکتبر ۲۰۲۲ | 2023        | 2023        | ندارد                  | ۵.۱۹            |
| ۲۳.۰۴     | لونار لوبستر       | ۲۰ آوریل ۲۰۲۳ | 2024        | 2024        | ندارد                  | ۶.۲             |
| ۲۳.۱۰     | مانتیک مینوتور     | ۱۲ اکتبر ۲۰۲۳ | 2024        | 2024        | ندارد                  | ۶.۵             |
| ۲۴.۰۴ LTS | نومبت نجیب         | ۲۵ آوریل ۲۰۲۴ | 2029        | 2029        | 2036                   | ۶.۸             |
| ۲۴.۱۰     | اوریکل اورایل      | ۱۰ اکتبر ۲۰۲۴ | 2025        | 2025        | ندارد                  | ۶.۱۱            |
| ۲۵.۰۴     | پاکی پافین         | ۱۷ آوریل ۲۰۲۵ | 2026        | 2026        | ندارد                  | ۶.۱۴            |

## توسعه
توسعه‌ی اوبونتو یک تلاش جمعی است که توسط جامعه‌ی جهانی توسعه‌دهندگان و با حمایت مالی و فنی شرکت کنونیکال انجام می‌شود. این پروژه تحت مدل توسعه‌ی شایسته‌سالارانه پیش می‌رود، به این معنا که مشارکت‌کنندگان بر اساس کیفیت و تأثیر مشارکت‌هایشان در پروژه نقش ایفا می‌کنند. توسعه‌دهندگان، آزمایش‌کنندگان، مترجمان، و مستندسازان از سراسر جهان در این فرآیند دخیل هستند و از طریق پلتفرم‌هایی مانند لانچ‌پد (Launchpad) با یکدیگر همکاری می‌کنند.

### نشست توسعه‌دهندگان اوبونتو (UDS)
یکی از رویدادهای کلیدی در چرخه‌ی توسعه‌ی اوبونتو، نشست توسعه‌دهندگان اوبونتو (Ubuntu Developer Summit یا UDS) است که پیش‌تر به‌صورت دوره‌ای برگزار می‌شد. این نشست‌ها، که در ابتدا به‌صورت حضوری و بعداً به شکل ترکیبی (حضوری و آنلاین) برگزار شدند، فرصتی برای توسعه‌دهندگان، طراحان، و اعضای جامعه فراهم می‌کردند تا برای برنامه‌ریزی ویژگی‌ها و اهداف نسخه‌های آینده‌ی اوبونتو گرد هم بیایند. در این رویدادها، موضوعاتی مانند بهبود رابط کاربری، بهینه‌سازی عملکرد، و اضافه کردن قابلیت‌های جدید بحث و بررسی می‌شدند. از سال ۲۰۱۶، کنونیکال به‌جای برگزاری UDS به‌صورت منظم، از جلسات آنلاین و ابزارهای همکاری مانند فروم‌های لانچ‌پد و کانال‌های IRC استفاده می‌کند تا توسعه‌دهندگان بتوانند به‌صورت مستمر و غیرمتمرکز با یکدیگر تعامل داشته باشند.

### فرآیند توسعه
اوبونتو به‌عنوان توزیعی مبتنی بر دبیان، از شاخه‌ی ناپایدار (Sid) دبیان برای به‌روزرسانی بسته‌ها استفاده می‌کند، اما فرآیند توسعه‌ی خاص خود را دارد. چرخه‌ی توسعه‌ی اوبونتو به‌صورت زمان‌بندی‌شده و هر شش ماه یک‌بار برای انتشار نسخه‌های جدید تنظیم شده‌است. این چرخه شامل مراحل زیر است:
- برنامه‌ریزی: در ابتدای هر چرخه، اهداف و ویژگی‌های جدید تعیین می‌شوند. این کار از طریق بحث‌های جامعه در لانچ‌پد، گروه‌های کاری، و جلسات آنلاین انجام می‌شود.
- توسعه و ادغام: توسعه‌دهندگان بسته‌های نرم‌افزاری را از دبیان وارد کرده، آن‌ها را برای اوبونتو بهینه می‌کنند و ویژگی‌های جدید اضافه می‌کنند. ابزارهایی مانند اپت (APT) و سیستم کنترل نسخه‌ی Bazaar برای مدیریت بسته‌ها و کد منبع استفاده می‌شوند.
- آزمایش: نسخه‌های آزمایشی (آلفا و بتا) در طول چرخه منتشر می‌شوند تا کاربران و آزمایش‌کنندگان بتوانند اشکالات را شناسایی و گزارش کنند. ابزارهایی مانند Ubuntu Bug Tracker در لانچ‌پد برای ردیابی و رفع اشکالات استفاده می‌شوند.
- انتشار: پس از فریز ویژگی‌ها و رفع اشکالات، نسخه‌ی نهایی منتشر می‌شود. نسخه‌های LTS (پشتیبانی بلندمدت) با دقت بیشتری آزمایش می‌شوند تا پایداری بالایی داشته باشند.[۴]

### نقش جامعه و کنونیکال
کنونیکال نقش هماهنگ‌کننده‌ی اصلی را بر عهده دارد و زیرساخت‌هایی مانند سرورهای لانچ‌پد، مخازن نرم‌افزاری، و بودجه‌ی توسعه را فراهم می‌کند. با این حال، جامعه‌ی اوبونتو نقش حیاتی در ترجمه‌ی رابط کاربری به زبان‌های مختلف (از جمله فارسی)، مستندسازی، آزمایش، و توسعه‌ی بسته‌های نرم‌افزاری ایفا می‌کند. گروه‌های محلی اوبونتو (LoCo Teams) در کشورهای مختلف، از جمله ایران، به ترویج اوبونتو، برگزاری رویدادهای آموزشی، و پشتیبانی از کاربران کمک می‌کنند.

### ابزارها و پلتفرم‌های توسعه
- لانچ‌پد (Launchpad): پلتفرم اصلی برای مدیریت پروژه‌های اوبونتو، شامل مخزن کد، ردیابی اشکالات، و ترجمه‌ها. توسعه‌دهندگان از لانچ‌پد برای ارسال پچ‌ها، پیشنهاد ویژگی‌های جدید، و هماهنگی با تیم‌های دیگر استفاده می‌کنند.[۹]
- Bazaar و Git: اوبونتو در ابتدا از Bazaar برای کنترل نسخه استفاده می‌کرد، اما در سال‌های اخیر به Git مهاجرت کرده‌است تا با استانداردهای مدرن توسعه هماهنگ شود.
- IRC و فروم‌ها: کانال‌های IRC (مانند #ubuntu-devel) و فروم‌های اوبونتو فضایی برای بحث‌های زنده و پشتیبانی جامعه فراهم می‌کنند.
- اسنپ‌کرفت: برای توسعه‌ی بسته‌های اسنپ، کنونیکال ابزار Snapcraft را ارائه کرده که به توسعه‌دهندگان امکان می‌دهد برنامه‌های خود را به‌صورت ایزوله بسته‌بندی کنند.[۶]

### مشارکت در توسعه
هر کسی می‌تواند در توسعه‌ی اوبونتو مشارکت کند، چه از طریق کدنویسی، گزارش اشکالات، ترجمه، یا طراحی. کنونیکال راهنماهای جامعی برای مشارکت در وب‌سایت رسمی اوبونتو ارائه داده‌است. برای مثال، کاربران می‌توانند با نصب نسخه‌های آزمایشی و گزارش اشکالات از طریق لانچ‌پد به بهبود کیفیت نسخه‌های جدید کمک کنند. همچنین، تیم‌های ترجمه‌ی اوبونتو به کاربران فارسی‌زبان امکان می‌دهند تا رابط کاربری و مستندات را به فارسی ترجمه کنند، که باعث بهبود دسترسی‌پذیری برای کاربران ایرانی شده‌است.

## پذیرش و محبوبیت
اوبونتو یکی از محبوب‌ترین توزیع‌های گنو/لینوکس در جهان است که در رایانه‌های شخصی، سرورها، رایانش ابری، و دستگاه‌های اینترنت اشیاء (IoT) به‌طور گسترده استفاده می‌شود. طبق برآوردهای کنونیکال، تا سال ۲۰۲۴، اوبونتو بیش از ۳۰ میلیون کاربر فعال در سراسر جهان داشته‌است، و این تعداد با انتشار نسخه‌های جدید مانند ۲۵.۰۴ (پاکی پافین) همچنان در حال افزایش است. این توزیع به دلیل سهولت استفاده، پشتیبانی گسترده از سخت‌افزار، به‌روزرسانی‌های منظم، و جامعه‌ی کاربری فعال، در میان کاربران خانگی، توسعه‌دهندگان، و سازمان‌های تجاری محبوبیت بالایی کسب کرده‌است.

### کاربردهای گسترده
اوبونتو در حوزه‌های متنوعی مورد استفاده قرار می‌گیرد:
- رایانه‌های شخصی: اوبونتو به دلیل رابط کاربری ساده‌ی گنوم و پشتیبانی از زبان‌های متعدد (از جمله زبان فارسی)، گزینه‌ای محبوب برای کاربران خانگی است. نسخه‌های سبک‌تر مانند لوبونتو و زوبونتو برای سیستم‌های قدیمی یا کم‌قدرت طراحی شده‌اند، در حالی که نسخه‌ی اصلی دسکتاپ برای رایانه‌های مدرن با قابلیت‌هایی مانند پشتیبانی از HDR و شتاب‌دهی گرافیکی بهینه شده‌است.[۱]
- سرورها و رایانش ابری: اوبونتو سرور به دلیل پایداری، ابزارهای پیشرفته مانند داکر، کوبنتیز، و OpenStack، و پشتیبانی بلندمدت (LTS) تا ۱۲ سال با سرویس Ubuntu Pro، در میان شرکت‌های فناوری و ارائه‌دهندگان خدمات ابری محبوب است. شرکت‌هایی مانند AWS، Microsoft Azure، و Google Cloud از اوبونتو به‌عنوان یکی از سیستم‌عامل‌های پیش‌فرض برای سرورهای ابری خود استفاده می‌کنند.[۴]
- اینترنت اشیاء (IoT): نسخه‌ی اوبونتو کور، که مبتنی بر اسنپ است، برای دستگاه‌های IoT مانند رزبری پای و سیستم‌های توکار طراحی شده‌است. این نسخه به دلیل مصرف کم منابع و امنیت بالا در پروژه‌های IoT و روباتیک مورد توجه قرار گرفته‌است.[۶]
- آموزش و موسسات غیرانتفاعی: اوبونتو به دلیل رایگان بودن و انعطاف‌پذیری، در مدارس، دانشگاه‌ها، و سازمان‌های غیرانتفاعی در سراسر جهان استفاده می‌شود. گونه‌ی ادوبونتو (تا پیش از توقف رسمی) به‌طور خاص برای محیط‌های آموزشی طراحی شده بود و هنوز هم نسخه‌های استاندارد اوبونتو در کلاس‌های درس برای آموزش برنامه‌نویسی و علوم کامپیوتر به کار می‌روند.[۱]
- توسعه نرم‌افزار: اوبونتو با ارائه‌ی ابزارهای توسعه مانند GCC، پایتون، Node.js، و محیط‌های توسعه‌ی یکپارچه مانند ویژوال استودیو کد، گزینه‌ای محبوب برای توسعه‌دهندگان است. بسیاری از توسعه‌دهندگان نرم‌افزارهای متن‌باز و تجاری از اوبونتو به‌عنوان محیط اصلی توسعه‌ی خود استفاده می‌کنند.[۱]

### آمار و ارقام
طبق گزارش‌های کنونیکال، اوبونتو تا سال ۲۰۲۴ بیش از ۳۰ میلیون کاربر فعال داشته‌است، که شامل کاربران خانگی، سازمانی، و توسعه‌دهندگان می‌شود. همچنین، اوبونتو در سال ۲۰۲۳ به‌عنوان محبوب‌ترین توزیع لینوکس برای سرورهای ابری شناخته شد، با سهمی بیش از ۴۰٪ از ماشین‌های مجازی در پلتفرم‌های ابری عمومی. وب‌سایت DistroWatch، که رتبه‌بندی توزیع‌های لینوکس را منتشر می‌کند، اوبونتو را به‌طور مداوم در میان سه توزیع برتر از نظر بازدید و محبوبیت قرار داده‌است.

### جوایز و بازخوردها
اوبونتو به دلیل نوآوری و کاربرپسند بودن بارها مورد تقدیر قرار گرفته‌است:
- در سال‌های ۲۰۱۰ و ۲۰۱۲، اوبونتو جایزه‌ی «بهترین توزیع لینوکس» را از مجله‌ی لینوکس ژورنال دریافت کرد.[۱۱]
- در سال ۲۰۲۰، اوبونتو به دلیل نقشش در رایانش ابری و پشتیبانی از فناوری‌های مدرن مانند کانتینرها، جایزه‌ی «بهترین سیستم‌عامل ابری» را از InfoWorld دریافت کرد.[۱۲]
- جامعه‌ی کاربری اوبونتو به دلیل فعالیت‌های گسترده در ترجمه، مستندسازی، و پشتیبانی محلی (مانند گروه‌های LoCo Teams) تحسین شده‌است. تیم‌های محلی در کشورهایی مانند ایران با برگزاری رویدادهای آموزشی و ترویج نرم‌افزار آزاد به گسترش پذیرش اوبونتو کمک کرده‌اند.[۱]

### دلایل محبوبیت
چندین عامل کلیدی به محبوبیت اوبونتو کمک کرده‌اند:
- سهولت استفاده: رابط کاربری گنوم و مرکز نرم‌افزاری اوبونتو، نصب و مدیریت برنامه‌ها را برای کاربران تازه‌کار ساده کرده‌است.[۲]
- پشتیبانی گسترده: اوبونتو از طیف وسیعی از سخت‌افزارها، از جمله معماری‌های x86-64، ARM64، و RISC-V پشتیبانی می‌کند. همچنین، درایورهای متن‌باز و انحصاری (مانند NVIDIA) به‌راحتی از طریق ابزارهای گرافیکی قابل نصب هستند.[۱]
- به‌روزرسانی‌های منظم: انتشار نسخه‌های جدید هر شش ماه و نسخه‌های LTS با پشتیبانی تا ۱۲ سال (با Ubuntu Pro)، اوبونتو را برای کاربران خانگی و تجاری قابل اعتماد کرده‌است.[۴]
- جامعه‌ی فعال: جامعه‌ی اوبونتو، شامل گروه‌های محلی، فروم‌ها، و پلتفرم‌هایی مانند لانچ‌پد، به کاربران امکان می‌دهد مشکلات خود را حل کنند و در توسعه مشارکت کنند.[۹]
- نرم‌افزار آزاد: تعهد اوبونتو به فلسفه‌ی نرم‌افزار آزاد و ارائه‌ی اکثر ابزارها تحت پروانه‌های آزاد (مانند GPL)، آن را به گزینه‌ای جذاب برای طرفداران متن‌باز تبدیل کرده‌است.[۱]

### چالش‌ها و انتقادات
با وجود محبوبیت گسترده، اوبونتو با انتقادهایی نیز مواجه بوده‌است. برخی کاربران به اجباری شدن اسنپ برای برنامه‌هایی مانند فایرفاکس (از نسخه‌ی ۲۰.۰۴) اعتراض کرده‌اند، زیرا اسنپ‌ها ممکن است در مقایسه با بسته‌های DEB کندتر اجرا شوند و فضای بیشتری اشغال کنند. همچنین، در گذشته، ویژگی‌های جمع‌آوری داده (مانند جست‌وجوی یکپارچه با آمازون در نسخه‌ی ۱۲.۱۰) نگرانی‌هایی درباره‌ی حریم خصوصی ایجاد کرد که بعداً غیرفعال شد. با این حال، کنونیکال با بهبود شفافیت در تنظیمات حریم خصوصی و ارائه‌ی گزینه‌های اختیاری برای جمع‌آوری داده، به این انتقادات پاسخ داده‌است.
اوبونتو با ترکیب کاربرپسندی، انعطاف‌پذیری، و پشتیبانی قوی، همچنان یکی از پیشروترین توزیع‌های لینوکس در جهان باقی مانده‌است و انتظار می‌رود با انتشار نسخه‌های جدید، پذیرش آن در حوزه‌های مختلف افزایش یابد.